# Миядзаки, Михо
Ми́хо Миядза́ки (яп. 宮崎美穂 Миядзаки Михо, род. 30 июля 1993 года в префектуре Токио) — японский идол, певица и актриса, участница Team A (команды A) японской поп-группы AKB48.

## Биография

### 2007
В 2007 году успешно прошла прослушивание в команду кандидаток в группу AKB48.

### 2008
13 июля 2008 года была переведена в состав команды A. Всего в тот день промоцию в группу получили 5 девушек.
На вышедшем 22 октября 2008 года 11-м сингле AKB48 «Oogoe Diamond» приняла участие в одноимённой песне, и с тех пор была на всех титульных треках до 17-го сингла включительно.

### 2009
В феврале 2009 года перешла в другое кастинг-агентство, Horipro, и с тех пор выступает за футзальную команду Xanadu loves NHC под номером 30.
В состоявшемся в июне—июле 2009 года отборе для 13-го сингла заняла 18 место и вошла в состав, исполняющий титульный трек.
10 июля 2009 года в составе группы Nattou Angel вместе с Томоми Итано и Томоми Касай выступила на мероприятии, посвященном Дню Натто. Группа исполнила одноимённую песню, «Nattou Angel».

### 2010
22 января дебютировала как актриса в телесериале «Majisuka Gakuen».
21 мая состоялся переход Михо Миядзаки из Team A в Team B, анонсированный 23 августа предыдущего года.
В проходившем в мае—июне отборе для участия в 17-м сингле AKB48 «Heavy Rotation» заняла 21-е место с 6321 голосом.. Этот результат позволил Михо опять попасть в состав исполнителей титульного трека, но оставил её за пределами медиа-сэмбацу*, — команды, в которую она входила в предыдущем, 16-м, сингле «Ponytail to Chouchou».
В июле второй год подряд приняла участие в праздновании Дня Натто. На этот раз группа называлась Nattou Angel Z, и в неё помимо Михо входили Сумирэ Сато и Харука Исида из команды B.
20 ноября 2010 года в составе AKB48 выступила с концертом на Фестивале японской поп-культуры в Москве.
*Команда из 16 человек, получающая крупные планы в клипе и принимающая участие в промоции релиза, включая исполнение не телевидении.

### 2011
15 мая Мисаки Иваса, Мика Комори и Михо Миядзаки торжественно открыли первый магазин AKB48 в Сингапуре. Мероприятие собрало сотни поклонников группы.

## Дискография

### Синглы

#### AKB48
Сторона A
- «Oogoe Diamond» (яп. 大声ダイヤモンド)
- «10nen Zakura» (яп. 10年桜)
- «Namida Surprise!» (яп. 涙サプライズ！)
- «Iiwake Maybe» (яп. 言い訳Maybe)
- «RIVER» (яп. 涙サプライズ！)
- «Sakura no Shiori» (яп. 桜の栞)
- «Ponytail to Chouchou» (яп. ポニーテールとシュシュ)
- «Heavy Rotation» (яп. ヘビーローテーション)
- «Everyday, Kachuusha» («Everyday, катюша»)

Сторона В
- «Oogoe Diamond»
  - «109 (Marukyuu)» (яп. 109（マルキュー）)
  - Team A «Oogoe Diamond» (яп. 大声ダイヤモンド)
- «10nen Zakura»
  - «Sakurairo no Sora no Shita de» (яп. 桜色の空の下で)
- «Sakura no Shiori»
  - Team PB «Enkyori Poster» (яп. 遠距離ポスター)
- «Ponytail to Chouchou»
  - «Majijo Teppen Blues» (яп. マジジョテッペンブルース)
- «Heavy Rotation»
  - «Lucky Seven» (яп. ラッキーセブン)
  - Yasai Sisters «Yasai Sisters» (яп. 野菜シスターズ)
- «Beginner»
  - Under Girls «Boku Dake no Value» (яп. 僕だけのvalue)
- «Chance no Junban»
  - Team B «Love Jump» (яп. ラブ・ジャンプ)
- «Sakura no Ki ni Narou»
  - «Guuzen no Juujiro»
- «Everyday, Katyusha» («Everyday, катюша»)
  - «Yankee Soul»
- «Flying Get»
  - «Seishun to Kizukanai Mama»
- «Kaze wa Fuiteiru»
  - «Kimi no Senaka»
- «Ue kara Mariko»
  - «Yobisute Fantasy»
- «GIVE ME FIVE!»
  - «Jung ya Freud no Baai»
- «Manatsu no Sounds good!»
  - «Mitsu no Namida»

## Театральные выступления

### Ю́ниты
AKB48 Himawarigumi 2nd Stage  «Yume wo Shinaseru Wake ni Ikanai»
- «Bye Bye Bye»
дублёр Хитоми Коматани и Минами Такахаси)

Team A 4th Stage «Tadaima Ren'aichuu»
- «Junai no Creshendo» (яп. 純愛のクレッシェンド)
дублёр Минами Такахаси

AKB48 Team A 5th Stage «Renai Kinshi Jourei»
- «Renai Kinshi Jourei» (яп. 恋愛禁止条例)
Минами Такахаси, Минами Минэгиси, Михо Миядзаки

THEATER G-ROSSO «Yume wo Shinaseru Wake ni Ikanai»
- «Tonari no Banana» (яп. となりのバナナ)
Эрэна Оно, Михо Миядзаки, Айка Ота

AKB48 Team B 5th Stage «Theater no Megami»
- «Arashi no Yoru ni wa» (яп. 嵐の夜には)

## Фильмография

### Телевизионные сериалы
- Majisuka Gakuen (яп. マジすか学園) (22 января — 5 февраля, 26 марта 2010, TV Tokyo)
- Toufu Shimai (яп. 豆腐姉妹) (31 июля 2010 — 27 августа 2010, WOWOW)
- Majisuka Gakuen 2 (яп. マジすか学園2) (6 мая — 1 июля 2011, TV Tokyo)

## Внешние ссылки
- Миядзаки, Михо в X
- Официальный блог Михо Миядзаки
- Официальный блог Михо Миядзаки, запись о прилёте в Москву
- Официальный блог Михо Миядзаки, запись о визите в Россию
- Михо Миядзаки, профиль на сайте AKB48
- Михо Миядзаки, профиль на сайте Horipro
- Михо Миядзаки, профиль на сайте Oricon
- AKB48 на сайте Horipro
- AKB48・宮崎美穂が声優初挑戦「板野友美さんみたいなキャラです」
- Миядзаки, Михо (англ.) на сайте Internet Movie Database